# Wilhelm August Roth

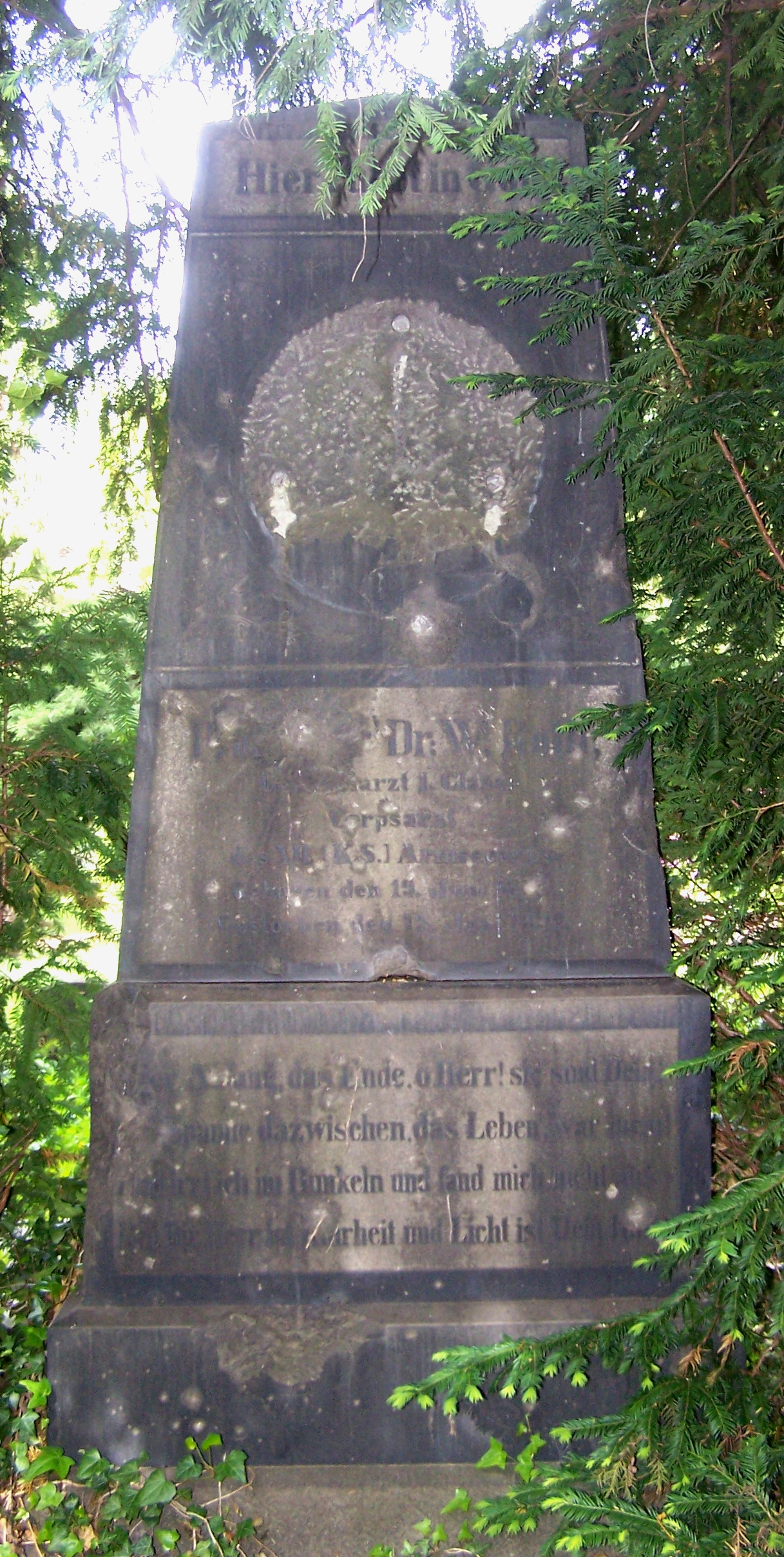
Roths gravsten på Neustadts kyrkogård i Dresden.

Wilhelm August Roth, född 19 juni 1833 i Lübben, död 12 juni 1892 i Dresden, var en tysk militärläkare.
Roth var från 1870 generalläkare vid sachsiska armékåren i Dresden och från 1873 professor i hygien vid Polytechnikum där. Han är känd för sin tillsammans med Rudolf Lex utgivna stora handbok i militär hygien, Handbuch der Militär-Gesundheitspflege (tre band, 1872-77).